# Gregory-Gletscher
Der Gregory-Gletscher ist ein Gletscher an der Danco-Küste des Grahamlands auf der Antarktischen Halbinsel. Er fließt  nördlich des Breguet-Gletschers in die Cierva Cove, eine Nebenbucht der Hughes Bay.
Das UK Antarctic Place-Names Committee benannte ihn 1960 nach dem US-amerikanischen Hubschrauberpionier Hollingsworth Franklin Gregory (1906–1978).